# Vizovice (zámek)
Zámek Vizovice se nachází uprostřed města Vizovic, asi 15 km od města Zlín. Byl postaven ve druhé polovině 18. století na základech staršího kláštera z iniciativy královéhradeckého biskupa Heřmana Hannibala Blümegena podle projektu Františka Antonína Grimma. V 19. a 20. století patřil rodině Stillfriedů. V roce 2001 byl zámek zařazen mezi národní kulturní památky. Zámek je ve vlastnictví státu a jeho správu vykonává Národní památkový ústav. Je veřejnosti přístupný.

## Historie

### Starší dějiny

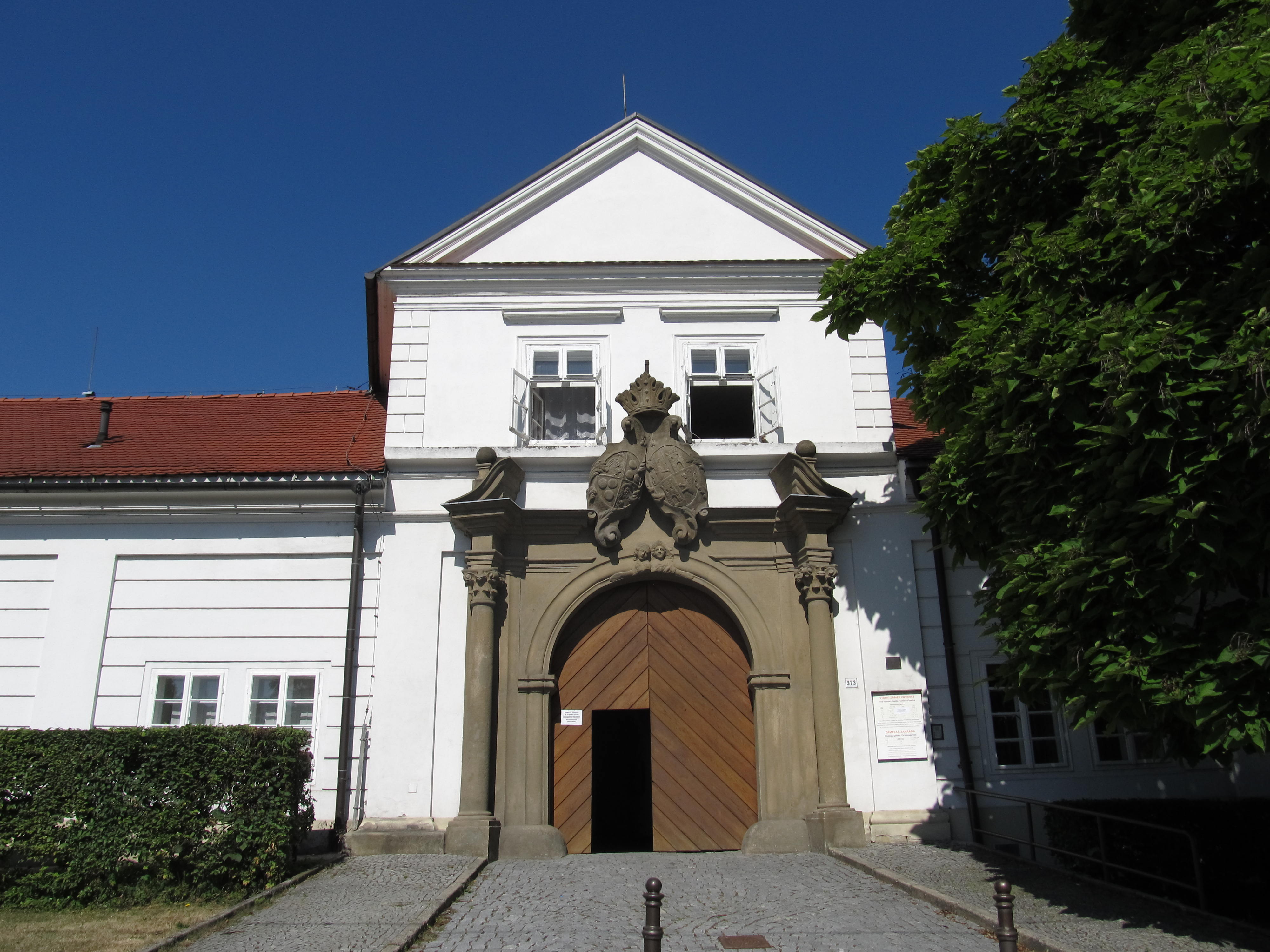
Vstupní brána do zámeckého areálu s erbem Gollenů

Nejstarší dějiny šlechtického sídla ve Vizovicích navazují na historii kláštera založeného již v roce 1261. I když byl cisterciácký klášter pod ochranou českých panovníků, respektive moravských markrabat, díky blízkosti hranic s Uherským královstvím trpěl četnými průchody vojsk a v nepřehledných poměrech po husitských válkách začal postupně přecházet do majetku šlechtických rodů, které klášterních statků zmocňovali násilím (Šternberkové, páni z Kunštátu). Zatímco ještě v roce 1454 Ladislav Pohrobek potvrdil klášteru jeho privilegia, jeho nástupce Jiří z Poděbrad postoupil klášterní majetky jako zástavu Janu Tovačovskému z Cimburka. Páni z Cimburka později přenechali zástavní právo k Vizovicím příbuzným Jiřího z Poděbrad. Ačkoli byli páni z Kunštátu jen zástavními držiteli, začali postupně nakládat s klášterními statky jako s vlastním majetkem. Klášter ostatně koncem 15. století postupně zanikl a budova konventu se stala sídlem světských majitelů. V roce 1549 koupil panství od pánů z Kunštátu Václav z Boskovic (†1554). 
Od pánů z Boskovic koupil Vizovice v roce 1568 Zdeněk Kavka z Říčan (†1582), který na moravsko-uherském pomezí vlastnil i další statky a proslul nekompromisním postupem k poddaným, mimo jiné také důsledně prosazoval evangelickou víru. Zdeněk z Říčan hned po zakoupení panství přistoupil k výstavbě renesančního zámku dokončeného již v roce 1570. Do hmoty nového zámku byly pravděpodobně zakomponovány bývalé budovy kláštera. V roce 1578 koupila Vizovice Anna ze Žerotína, rozená Kropáčová z Nevědomí. Od jejích dětí získal panství Václav Tetour z Tetova a již v roce 1594 se novým majitelem stal uherský šlechtic Emerich Dóczy (†1615), který násilně prosazoval rekatolizaci. Pravověrným katolíkem byl i jeho syn Melichar (†1644), který musel z Vizovic uprchnout v době stavovského povstání a později před vojsky Gábora Bethlena. 
Dědičkou Melichara Dóczyho byla jeho sestra Zuzana, provdaná Majthényiová (†1682). Nepříliš jasných majetkových poměrů využil sekretář dvorské komory baron Vilém Gervasius Gollen (†1686), který díky konexím a nestandardním právnickým jednáním přiměl Zuzanu Majthényiovou k přepsání její závěti ve svůj prospěch. Jeho nástupcem byl syn Prokop Gervasius Gollen (1678–1726), který po vpádu Rákoczyho vojsk přistoupil k barokní přestavbě zámku s náklady ve výši 7 000 zlatých. Přestavba zámku a výbava interiérů navýšila zadlužení panství, které po Prokopově smrti spravovala vdova Anna Marie z Löwenthurnu jménem nezletilých dcer. Neúnosná finanční situace vizovického panství vedla v roce 1740 k nařízené exekuci a majetek byl nabídnut k prodeji. 

### Výstavba nového zámku v 18. století

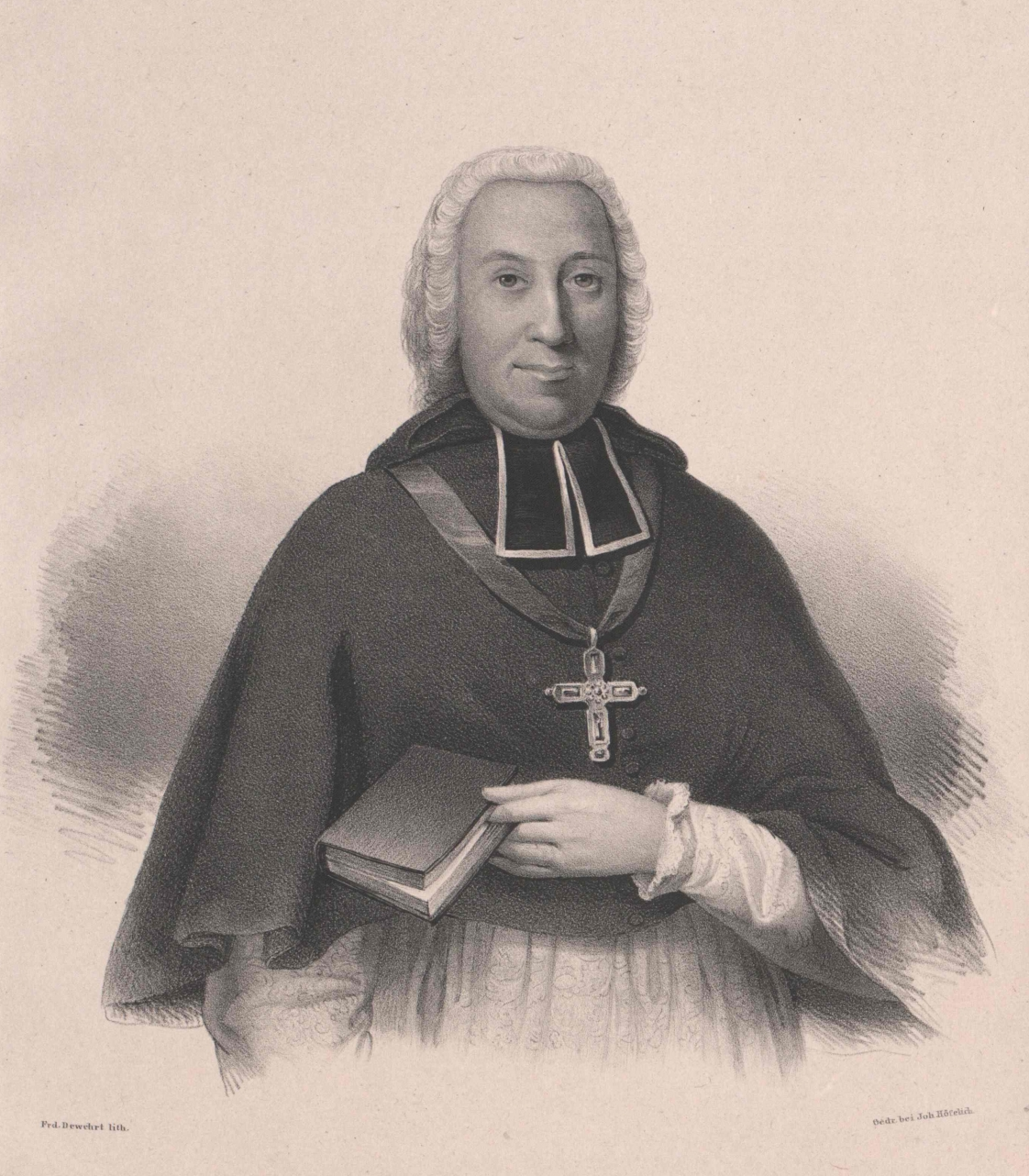
Hrabě Heřman Hannibal Blümegen (1716–1774), stavebník zámku

V létě roku 1746 koupil Vizovice olomoucký kanovník Heřman Hannibal Blümegen (1716–1774). Za panství zaplatil 176 500 zlatých, je ale pravděpodobné, že v kupní smluvě figuroval jen formálně, zatímco finance poskytli jeho bratři Jindřich Kajetán a Jan Kryštof, kteří později patřili k vlivné úřednické šlechtě habsburské monarchie. Rod Blümegenů v té době vlastnil panství Letovice s honosným, ale starobylým zámkem. Myšlenka výstavby nové rezidence ve Vizovicích vyplývala z rostoucího významu rodiny nejen na Moravě, ale v rámci celé habsburské monarchie. Heřman Hanibal Blümegen se v mládí za studií v zahraničí seznámil s architekturou panských sídel v Itálii a Franci, později patřil k významným osobnostem raného osvícenství v Čechách a na Moravě. K projektu vizovického zámku byl přizván architekt František Antonín Grimm (1710–1784), který předtím pracoval pro rodinu Ditrichštejnů v Židlochovicích. Zámek ve Vizovicích vznikal v několika etapách v letech 1747–1778. Stavební práce byly zahájeny v roce 1747 demolicí starého zámku, poté byla vybudována hlavní zámecká dvoupatrová budova se třemi křídly ve tvaru písmene U v tehdy moderním francouzském barokním stylu. V druhé polovině 18. století byla dokončena zámecká zahrada – anglický a francouzský park se sochařskou výzdobou (Ondřej Schweigl).
Dědicem Heřmana Hannibala se stal jeho synovec Petr Alcantara z Blümegenu (1754–1813), syn Jana Kryštofa. Petr Blümegen navázal na aktivity svých předků v zemské správě a na Moravě byl nakonec nejvyšším zemským komořím (1811–1813). Především ale proslul jako sběratel umění a vybudoval hodnotnou obrazárnu na zámku ve Vizovicích, kde trvale pobýval. Zemřel bez potomstva a všechen majetek odkázal manželce Marii Františce, rozené Stillfriedové (1755–1838).

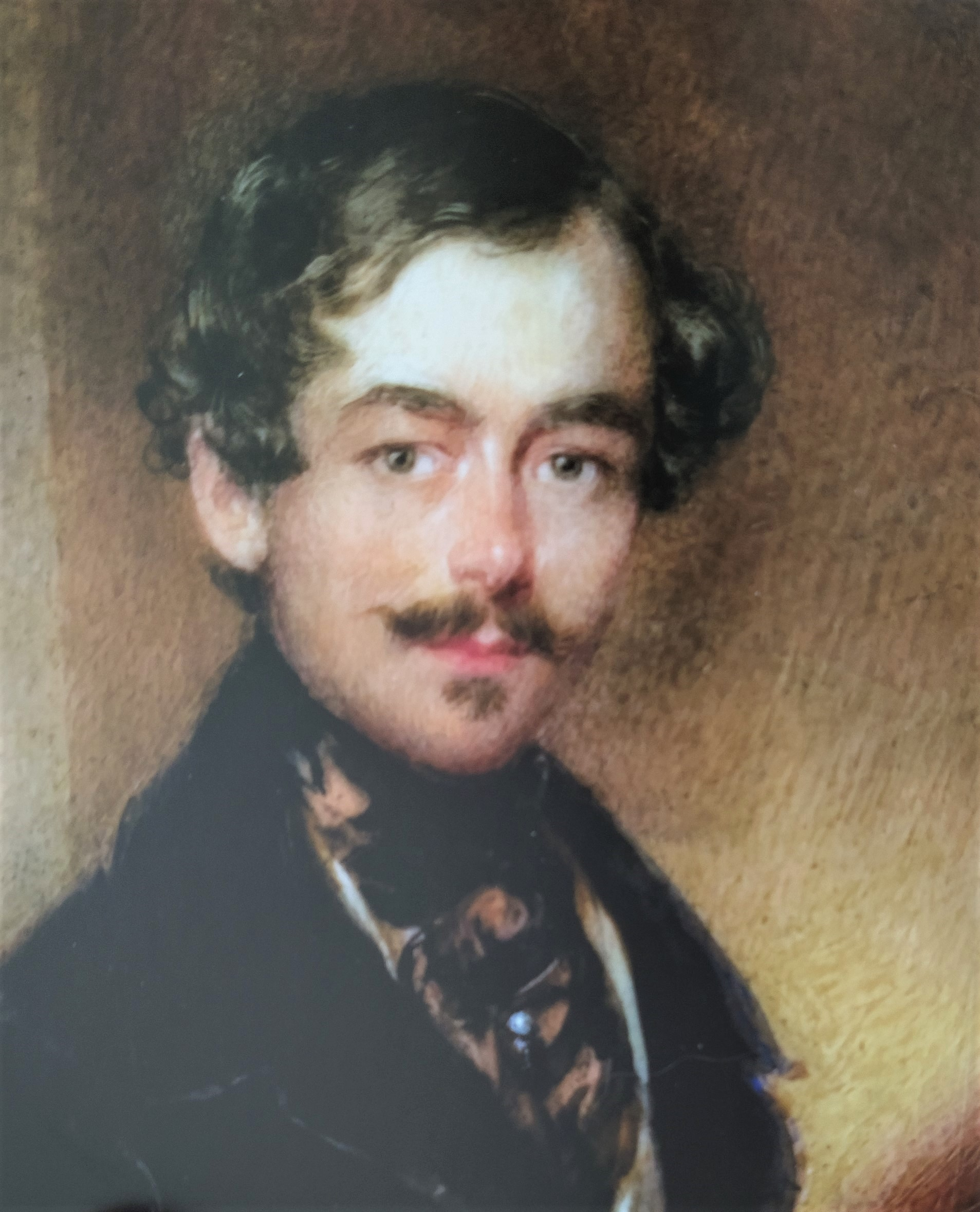
Baron Filip Stillfried (1808–1887), majitel zámku v letech 1838–1887

V roce 1838 se dědicem vizovického panství stal baron Filip Stillfried z Ratenic (1808–1887), synovec Marie Františky Blümegenové, rozené Stillfriedové. Zámek ve Vizovicích se stal jeho trvalým sídlem a narodily se zde také všechny jeho děti. Dědicem majetku se pak stal jediný syn Rudolf Stillfried (1849–1921), který byl stejně jako otec poslancem moravského zemského sněmu. K velkostatku Vizovice v té době patřilo 1 750 hektarů půdy. Po jeho smrti zdědily Vizovice dcery Gabriela (1888–1944) a Marie Anna (1890–1968) provdané do rodin Boos-Waldecků a Draškovičů. Po majetkovém vyrovnání obývala zámek ve Vizovicích mladší Marie Anna, která s manželem Viktorem Boos-Waldeckem zároveň pobývala na zámku v Oselcích v západních Čechách. Ve Vizovicích rodina pobývala naposledy v létě 1944, a protože se hlásila k německé státní příslušnosti, po druhé světové válce byla odsunuta. Krátce po válce byl zámek zařazen do první kategorie památkových objektů a z rozhodnutí komise pod vedením Zdeňka Wirtha určen jako jedno z muzeí barokní bytové kultury. K tomu byl objekt předurčen díky výjimečně dochovaným dobovým interiérům a především bohatou obrazovou galerií. Od Národní kulturní komise převzalo zámek v roce 1953 Krajské muzeum v Gottwaldově, které interiéry zpřístupnilo veřejnosti. Od roku 2002 spadá zámek pod Národní památkový ústav. 

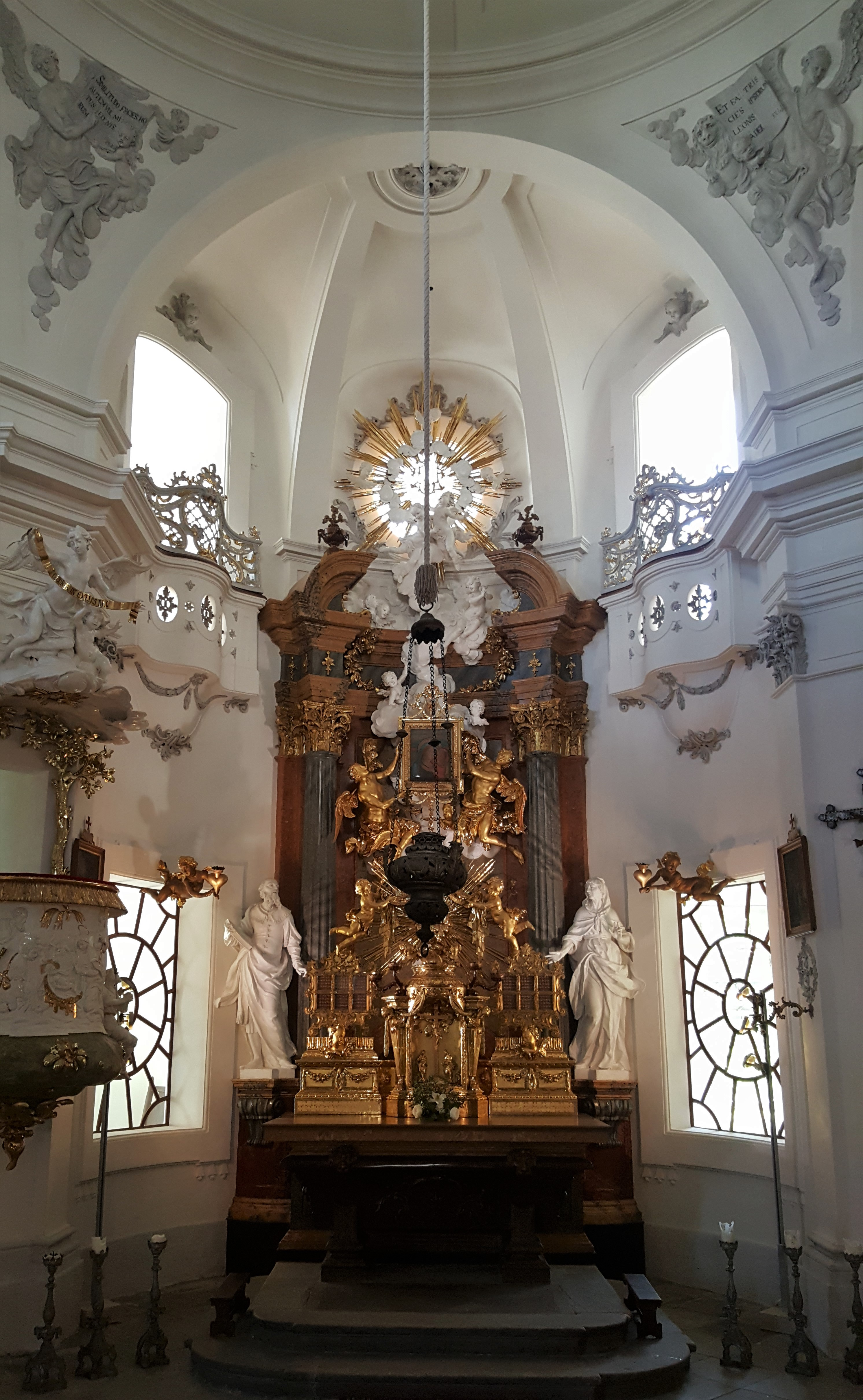
Interiér zámecké kaple

Zámecké interiéry jsou zařízeny nábytkem ve stylu baroka, rokoka, empíru i biedermeieru, s množstvím porcelánu, rozsáhlou obrazovou sbírkou se vzácným souborem děl nizozemského malířství a řadou jiných hodnotných předmětů. Interiér kaple v levém křídle zámku je dílem mistra moravského sochařství Ondřeje Schweigla, jehož skulptury zdobí i celoročně přístupný zámecký park.
| Rok  | Počet návštěvníků |
| ---- | ----------------- |
| 2015 | 18 129            |
| 2016 | 20 616            |
| 2017 | 18 334            |

## Galerie

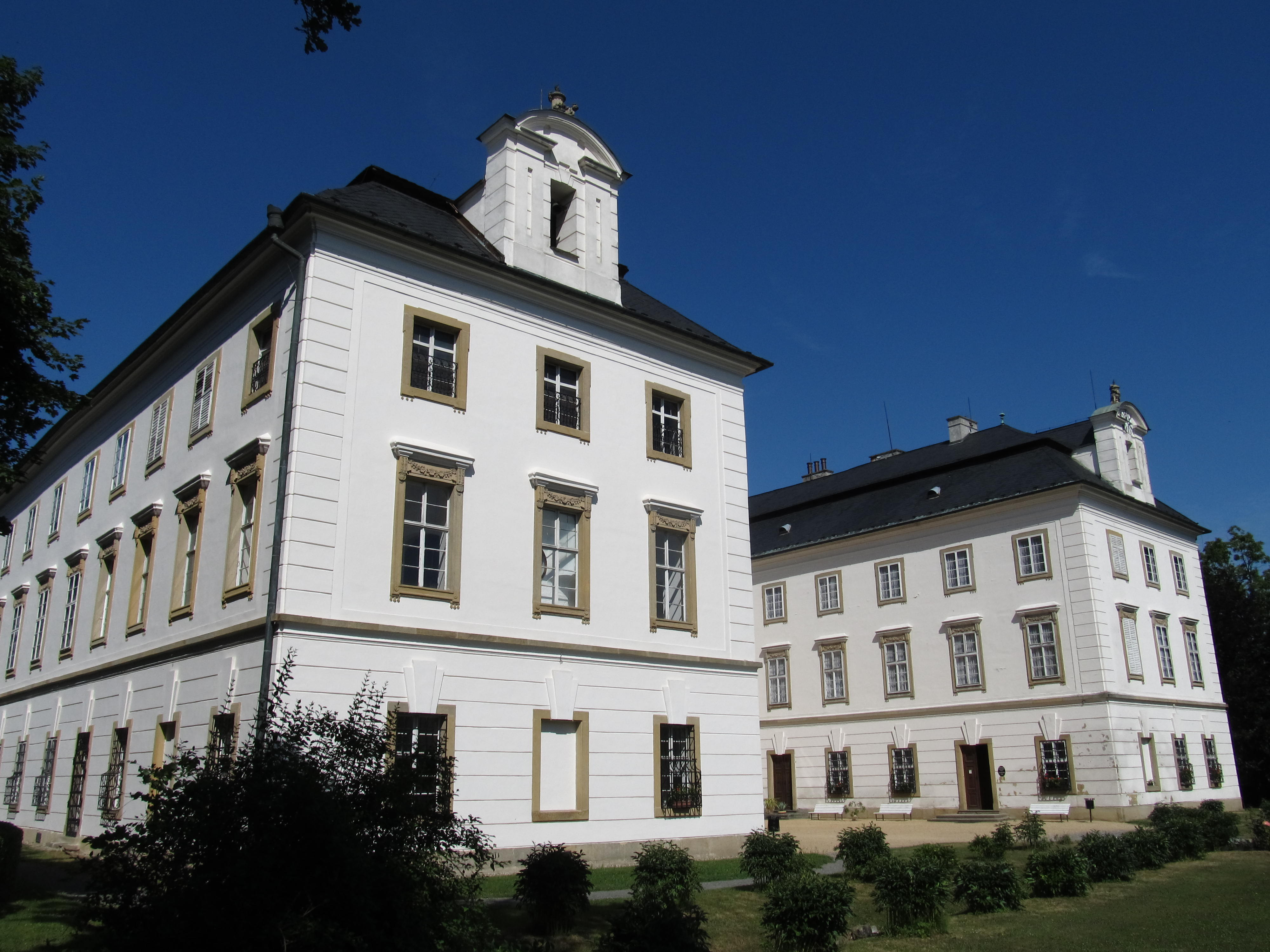
Vstupní průčelí zámku
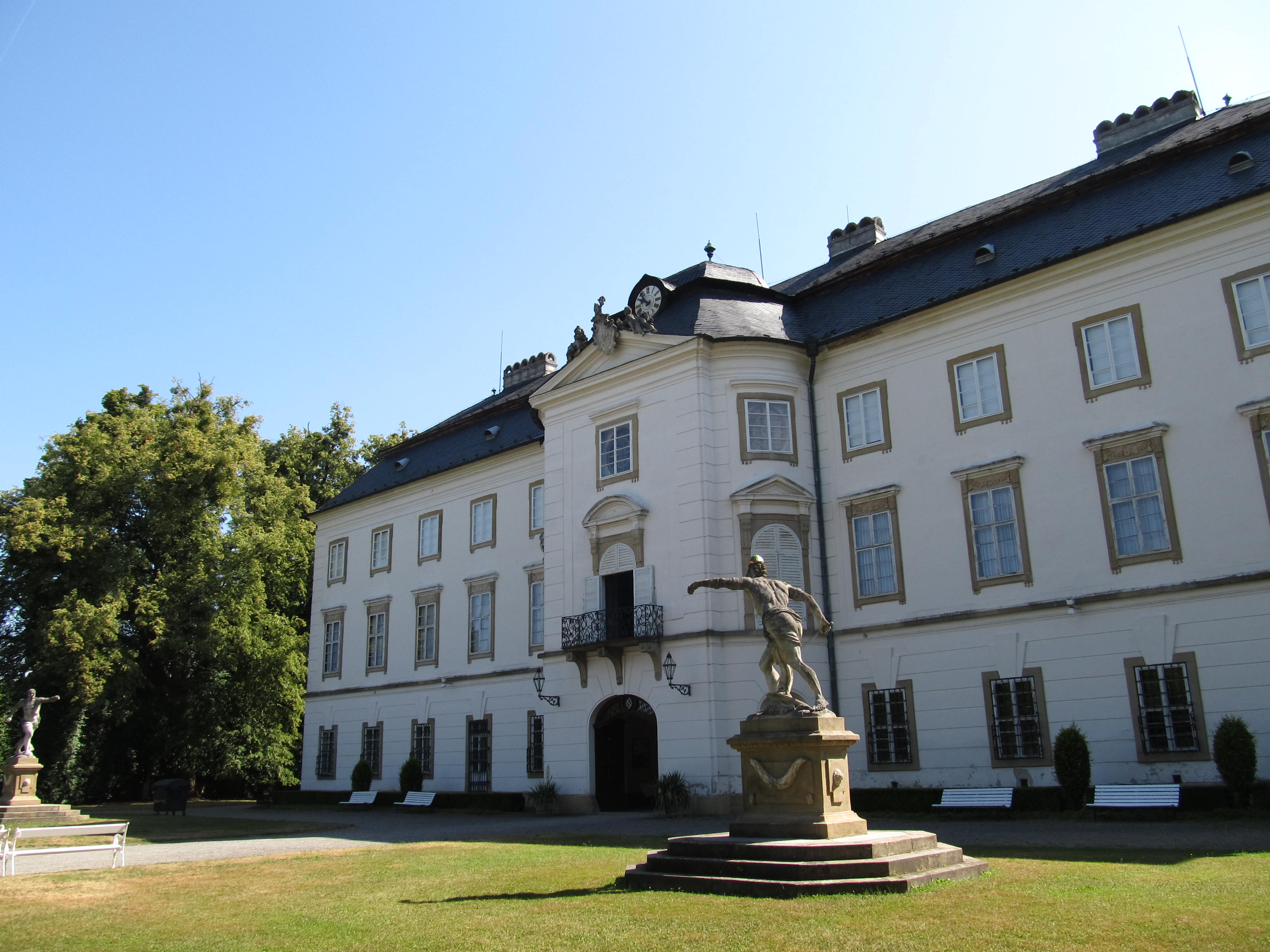
Zahradní průčelí zámku se sochami gladiátorů
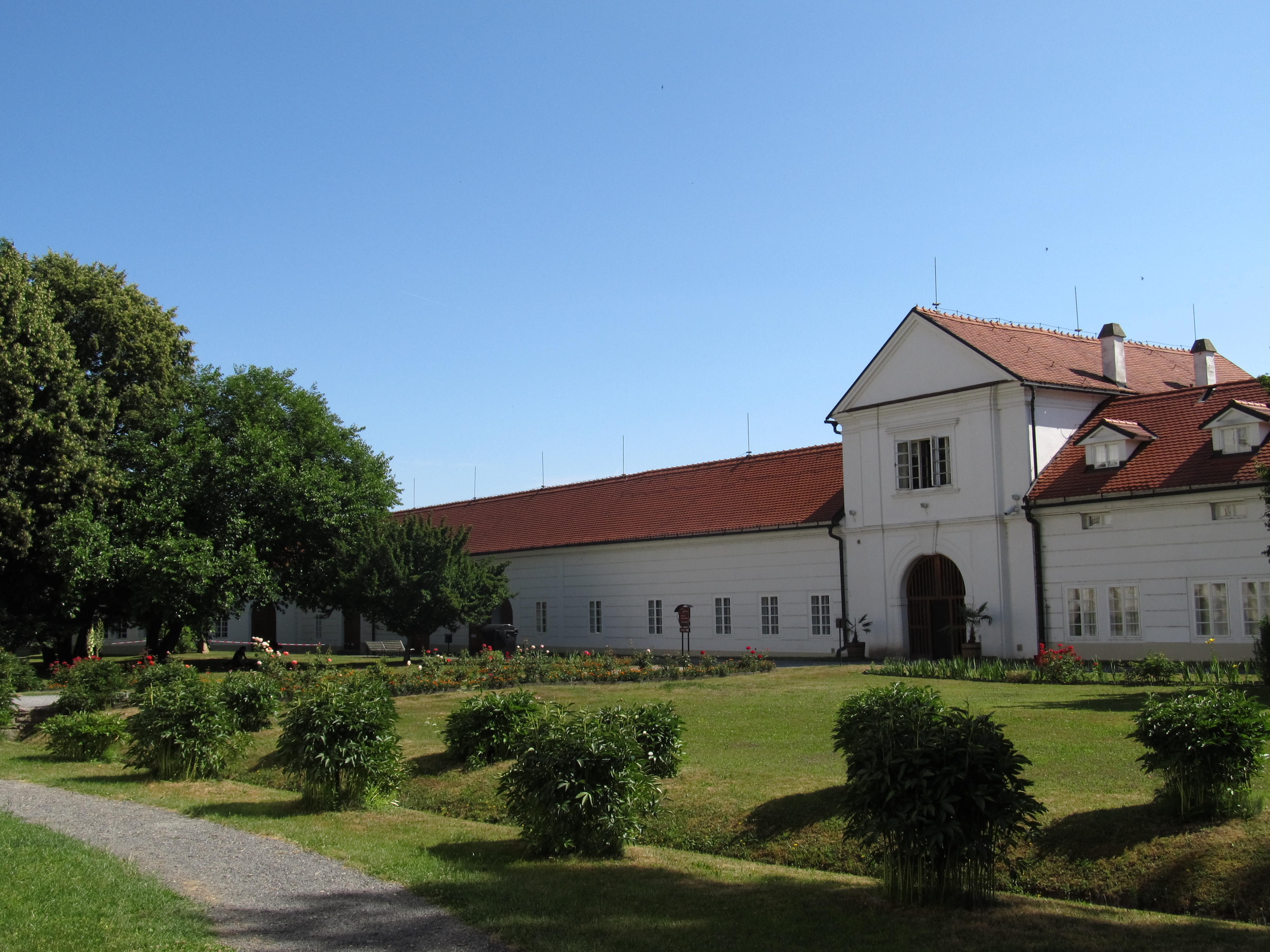
Prostor předzámčí
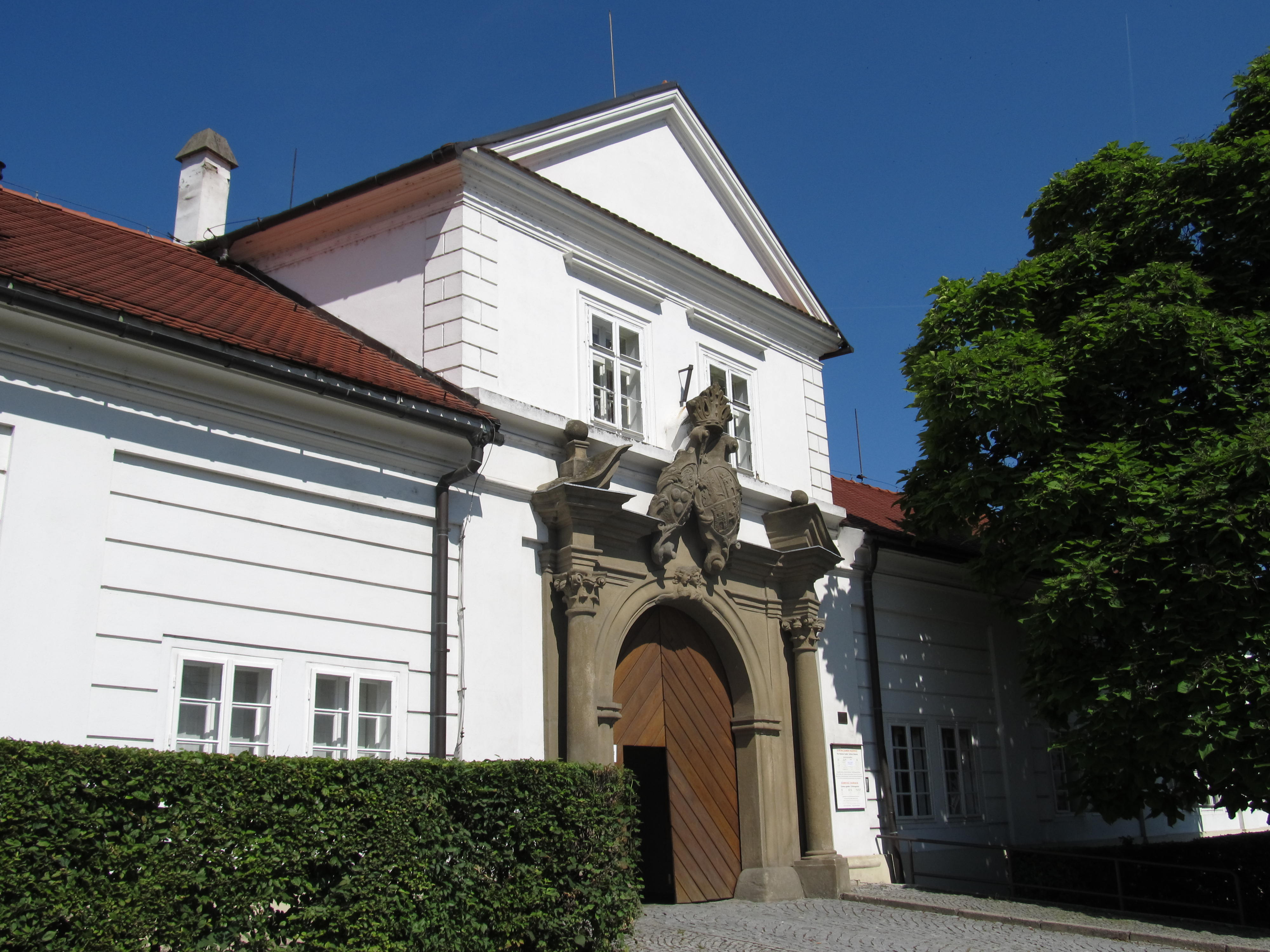
Vstupní brána z města do areálu zámku
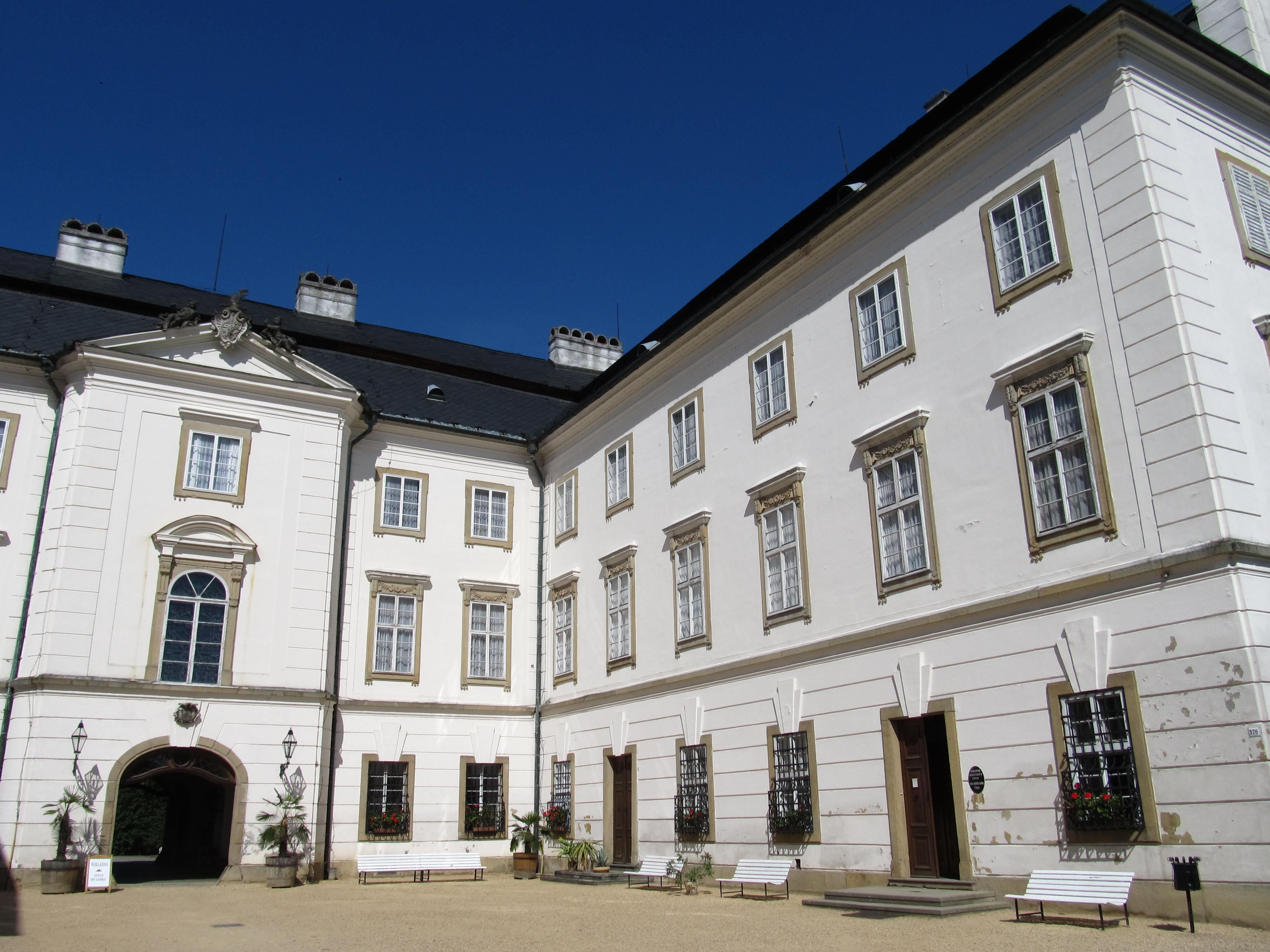
Hlavní vstup do zámku